# Castenaso

Castenaso (Castnès en dialecte bolonais) est une commune italienne de la ville métropolitaine de Bologne, dans la région Émilie-Romagne.

## Géographie
Castenaso est situé à gauche du fleuve Idice, à la périphérie de Bologne dans une zone de plaine (altitude variant de 29 à 48 mètres), sur la route nationale SS253 qui mène de Bologne (10 km) à Ravenne (50 km) en passant par Medicina (15 km), Massa Lombarda (30 km) et Lugo (41 km).

La commune est desservie par la ligne de chemin de fer Bologne-Portomaggiore qui rejoint la ligne Ferrare-Ravenne.

Grandes villes voisines :
- Bologne 10 km
- Milan 209 km
- Florence 84
- Ferrare 50 km
- Padoue 105 km

## Histoire
Les premiers établissements remontent à la première phase de la culture villanovienne, qui donna son nom au hameau de Villanova (Castenaso).

Comme dans toute la région, la présence romaine est attestée par les traces de la centuriation agraire, découpage orthogonal des champs encore visible dans les campagnes et toujours entretenu.
Au point de vue administratif, la campagne à gauche du torrent Idice faisait partie de l’ ager Bononiensis et dépendait de Bologne, alors que celle à l’Est du fleuve appartenait à l'ager Claternatae, faisant ainsi chef-lieu au municipium de Claternae (it), cité romaine près de Ozzano dell'Emilia.

Au Haut Moyen Âge se fit déjà sentir l’expansion et l’influence de Bologne sur la contrée ; de cette période des documents citent Castro Castenacj ou Castenasio ou Castenaxe. Du Bas Moyen Âge jusqu'au début du XIXe siècle, Castenaso resta une zone agricole composés de propriétés éparses et d’un petit centre rural.
À partir de la fin du XIXe siècle, le pays commença à acquérir sa propre identité sociale : avec son emblème, ses premières associations culturelles et syndicales, les premiers mouvements politiques et les premières coopératives ouvrières et la maison du peuple.

## Monuments et lieux d’intérêt
- L’église de San Giovanni Battista, du XVIIIe siècle et son orgue de 1845.
- le Palazzo Guidotti, du XVIIe siècle.
- l’église de S. Giminiano, du hameau de Marano di Castenaso, première construction au XIIe siècle.
- la nécropole de l’âge du fer, à Villanova

## Administration
| Période                                  | Période  | Identité          | Étiquette     | Qualité |
| ---------------------------------------- | -------- | ----------------- | ------------- | ------- |
| 08/06/2009                               | En cours | Stefano Sermenghi | Centre gauche |         |
| Les données manquantes sont à compléter. |          |                   |               |         |

### Hameaux
Veduro, Villanova, Marano, Madonna

### Communes limitrophes
Bolognano, Budrio (6 km), Granarolo dell'Emilia (5 km), Ozzano dell'Emilia (7 km), San Lazzaro di Savena (6 km)

## Population

### Évolution de la population en janvier de chaque année
| 1861  | 1901  | 1921  | 1951  | 1961  | 1971  | 1981   | 1991   | 2001   |
| ----- | ----- | ----- | ----- | ----- | ----- | ------ | ------ | ------ |
| 3 903 | 4 262 | 5 199 | 5 328 | 5 461 | 7 817 | 11 786 | 13 436 | 13 607 |

| 2011   | - | - | - | - | - | - | - | - |
| ------ | - | - | - | - | - | - | - | - |
| 14 444 | - | - | - | - | - | - | - | - |

### Ethnies et minorités étrangères
Selon les données de l’Institut national de statistique (ISTAT) au 1er janvier 2011 la population étrangère résidente et déclarée était de 739 personnes, soit 5,2 % de la population résidente.
Les nationalités majoritairement représentatives étaient :
| Pos. | Pays     | Population |
| ---- | -------- | ---------- |
| 1    | Roumanie | 146        |
| 2    | Maroc    | 99         |
| 3    | Ukraine  | 73         |
| 3    | Albanie  | 70         |
| 5    | Moldavie | 69         |